# Kuraoli
Kuraoli è una suddivisione dell'India, classificata come nagar panchayat, di 20.680 abitanti, situata nel distretto di Mainpuri, nello stato federato dell'Uttar Pradesh. 